# سرامانا
سرامانا (به ایتالیایی: Serramanna) یک کومونه در ایتالیا است که در استان مدیو کامپیدانو واقع شده‌است.

## خصوصیات
سرامانا ۸۳٫۹ کیلومترمربع مساحت و ۹٬۴۴۳ نفر جمعیت دارد و ۳۸ متر بالاتر از سطح دریا واقع شده‌است.